# Les Femmes célestes de la prairie mari
Pour plus de détails, voir Fiche technique et Distribution.
Les femmes célestes de la prairie mari (Небесные жёны луговых мари) est un film russe réalisé par Alekseï Fedortchenko, sorti en 2012.

## Synopsis
Le film raconte 23 contes influencés par la culture du peuple des Maris.

## Fiche technique
- Titre original : Небесные жёны луговых мари
- Titre français : Les femmes célestes de la prairie mari
- Réalisation : Alekseï Fedortchenko
- Scénario : Denis Osokin
- Costumes : Olga Gusak
- Photographie : Shandor Berkeshi
- Musique : Andrey Karasyov
- Pays d'origine : Russie
- Format : Couleurs - 35 mm - 1,78:1
- Genre : drame
- Durée : 106 minutes
- Date de sortie :
- Italie : 11 novembre 2012

## Distribution
- Youlia Aoug :
- Yana Esipovich :
- Vasiliy Domrachyov :
- Darya Ekamasova :
- Olga Dobrina :
- Yana Troyanova :
- Olga Degtyaryova :
- Aleksandr Ivashkevich :
- Yana Sekste

## Distinctions

### Récompenses
- Festival international du film Nouveaux Horizons 2013 : Meilleur film étranger pour Les Femmes célestes de la prairie mari.
- Kinotavr 2013 : Prix de la meilleure photographie et du meilleur scénario[1],[2].

### Sélections
- Festival international du film de Toronto 2013 : sélection en section Vanguard.
- Festival du cinéma russe à Honfleur 2013 : sélection en compétition.